# Meganisi
Meganisi (græsk: Μεγανήσι, bogstaveligt talt "stor ø") er en græsk ø og kommune umiddelbart øst-sydøst for øen Lefkada. Kommunen omfatter offshore-øerne Skorpios (indbyggertal 2 personer) og Sparti. Kommunen har et areal på 22.356 km2. Dens samlede befolkning var 1.041 ved folketællingen i 2011.
Øen har tre landsbyer: den centrale landsby Katomeri (indbyggertal 492) og havnene Vathy (145) og Spartochori (453 indbyggere). Der er også en havn ved Atheni-bugten, der hovedsageligt bruges af fiskerbåde. Meganisi er forbundet med Lefkada med en bilfærge fra Vathy og Spartochori. Meganisi har en skole, et lyceum (mellemskole), en pengeautomat, kirker og et par pladser (plateies). Øen har ingen gymnasieskole, så eleverne går på den nærliggende skole i Nydri på Lefkada.
Nogle forskere, herunder Wilhelm Dörpfeld, vurderer, at Meganisi var den homeriske ø Krocylea, som var en del af Odysseus' rige.

## Kommunen

### Kommunale distrikter
- Katomeri
- Spartochori
- Vathy

### Øer
- Skorpios - privat ø
- Sparti